# Antibióticos S.A.
Antibióticos S.A. és una empresa farmacèutica creada el 1949 per la unió dels següents laboratoris: Abelló S.A., IBYS S.A., Zeltia S.A., LETI S.A., UQUIFA S.A. i Instituto Llorente. El capital social inicial era de 40 milions de pessetes.
La seva primera planta es munta en Madrid, dedicada a envasar i empaquetar penicil·lina i estreptomicina importades a orri.
En 1952 s'instal·la una gran fàbrica a Armunia (Lleó), amb projecte de Fernando García Mercadal. Des d'aquest moment comença a produir estreptomicina, tetraciclina i correctors per a pinsos.
A partir de 1968 comença un pla d'ampliació de les seves instal·lacions que elevarà el volum de fabricació a valors semblants als de majors fàbriques internacionals dins del camp dels antibiòtics, convertint-se en poc temps en la primera indústria del sector farmacèutic espanyol i la segona del sector químic. El seu volum d'exportació la situa entre les 50 majors exportadores del territori nacional.
En 1977 Mario Conde s'incorpora a l'empresa Abelló i, després de vendre-la a la multinacional Merck Sharp and Dohma per 2.700 milions de pessetes, rep una comissió que li permet fer una nova operació en 1984: comprar un 23 per 100 del capital social d'Antibióticos S.A., coincidint amb la sortida dels germans Fernández López de l'empresa.
En 1985, juntament amb el seu soci Juan Abelló Gallo, que posseïa una mica menys del 50% de l'empresa i amb Jaime i Emilio Botín, que van subscriure la compra d'un altre 23%, va prendre el control d'Antibióticos SA.
En 1987 Antibióticos S.A. fou venuda a la multinacional italiana Montedison per 58.000 milions de pessetes.
L'any 2003 aquesta empresa va ser adquirida per Fidia Farmaceutici. Actualment (any 2010), després de diversos canvis accionarials és una societat unipersonal que pertany al soci únic: Calidad en la elaboración SL, el president de la qual és Francesco Pizzocaro, conseller Carlo Pizzocaro i conseller delegat Paolo Tubertini. És administrador únic l'empresa Tendencia Positiva SL.